# Ascidia interrupta
Ascidia interrupta är en sjöpungsart som beskrevs av Heller 1878. Ascidia interrupta ingår i släktet Ascidia och familjen Ascidiidae. Inga underarter finns listade i Catalogue of Life.